# المراحل (ملحان)

تعديل مصدري - تعديل

المراحل هي إحدى قرى عزلة جبع بمديرية ملحان التابعة لمحافظة المحويت، بلغ تعداد سكانها 551 نسمة حسب تعداد اليمن لعام 2004.